# Stéphanie Martin
Pour les articles homonymes, voir Martin.
Stéphanie Martin est une chanteuse, auteure-compositrice-interprète et comédienne à double nationalité canadienne et américaine ayant effectué des productions musicales en français et en anglais.
Elle est surtout connue pour son rôle d’Éponine dans trois productions de la comédie musicale Les Misérables et comme la voix chantée québécoise de Pocahontas dans l’animation Disney. Elle apparaît parfois avec la graphie Stephanie Martin dans des textes publicitaires et crédits.

## Biographie
Stéphanie Martin est née aux États-Unis où elle a passé les six premières années de sa vie. Elle a la double citoyenneté canadienne-américaine. La famille s’établit à Beaconsfield, au Québec. Comme enfant, elle chante avec ses deux parents dans la Chorale Donovan de Montréal. Elle participe au Diocesan Folk Music Camp, un camp de musique pour les jeunes à Camp Kinkora situé à Saint-Adolphe-d'Howard, Québec. Elle effectue des représentations style pop devant le public montréalais durant son adolescence.
Stéphanie Martin a joué le rôle d’Éponine dans Les Misérables pendant trois années consécutives débutant en 1991 dans la production bilingue à Montréal ce qui l’a amenée à la production parisienne en 1991-1992 suivie par celle de Londres en 1992-1993,. Cette production des Misérables à Paris au Théâtre Mogador fut lauréate du prix Molière en 1992.
Stéphanie Martin a chanté avec des orchestres symphoniques en Amérique du Nord, en Europe et en Asie. Elle est membre principal du groupe canadien Jeans ’n Classics dirigé par Peter Brennan. Elle a fait des tournées en Amérique du Nord avec Jeans ’n Classics comme chanteuse, avec des orchestres symphoniques dans des programmes de rock classique et de musique populaire. Elle a participé à une tournée de spectacles pour les membres des Forces armées canadiennes qui ont servi dans les missions de paix des Nations Unies (ONU) à Lahr, Zagreb et Sarajevo où elle a présenté un symbole de paix de la part des enfants d’une école primaire,,.
En 1995 et 1996, elle fait une tournée de onze villes au Japon chantant la musique de Francis Lai, Francis Lai Music Orchestra, sous la direction du chef d’orchestre Raphael Sanchez,.
Elle apparait de multiples fois comme comédienne et de chanteuse à la télévision et au cinéma. Elle fait aussi les annonces « La voix de Dieu » en français lors des cérémonies d'ouverture et clôture des Jeux panaméricains et parapanaméricains qui se sont déroulés à Toronto en 2015.
Stéphanie Martin a produit trois albums de musique originale. L’album shape, line and harmony en 2007 et l’album April Snow en 2016 étaient tous deux coécrits et produits en coopération avec Chad Irschick le gagnant d’un Prix Juno. La chanson Sailing on a été coécrite avec Diane Leah et produite par Dave Pickell en 2010.
Stéphanie Martin demeure principalement à Toronto en Ontario avec son mari Andrew Sabiston depuis leur rencontre en 1994 au cours de la production musicale Napoléon au Théâtre Elgin à Toronto.

## Implication caritative
Stéphanie Martin a contribué à des événements de prélèvement de fonds pour plusieurs organismes sensibilisant la cause des enfants disparus. Elle a joué au Gala 2008 Bring Christina Home à Richmond Hill en Ontario. Elle participe au disque bénéfice intitulé Enfants Retour / Help Us Find the Children en 1995.
Stéphanie Martin était membre du comité Bikestock de Toronto en 2014, un organisme qui fait la promotion de la sécurité des cyclistes à Toronto fondée par Albert Koehl.
Elle a été artiste invitée au Metropolitan Community Church de Toronto (MCC Toronto). Elle a enregistré une version de sa chanson Walk in the Light avec la directrice musicale Diane Leah accompagnée de la chorale MCC Toronto pour leur album These Old Walls. Walk in the Light était le titre provisoire de son album April Snow enregistré avec financement participatif sur le site Kickstarter.com.

## Discographie

### Albums en studio originaux anglophones
| Année | Titre                 | Artist           | Producteur    | Label                 |
| ----- | --------------------- | ---------------- | ------------- | --------------------- |
| 2007  | shape, line & harmony | Stéphanie Martin | Chad Irschick | Sovereign Productions |
| 2016  | April Snow            | Stéphanie Martin | Chad Irschick | Sovereign Productions |

### Single en studio original anglophone
| Année | Titre      | Compositeurs-Artists-Auteurs               | Producteur   | Label                 |
| ----- | ---------- | ------------------------------------------ | ------------ | --------------------- |
| 2010  | Sailing on | Diane Leah, Stéphanie Martin, Dave Pickell | Dave Pickell | Sovereign Productions |

### Comédies musicales - collaborations francophones et anglophones
| Année | Titre                             | Producteur                                            | Rôle     |
| ----- | --------------------------------- | ----------------------------------------------------- | -------- |
| 1991  | Les Misérables                    | Trema, original Paris cast recording                  | Éponine  |
| 1995  | Robert Marien : Broadway-Montréal | Analekta, cast recording                              | divers   |
| 1996  | Napoleon                          | EMI Broadway Angel, Toronto cast recording            | Clarice  |
| 1997  | La vie en bleu: comédie musicale  | Trema, original Paris cast recording                  | Germaine |
| 2011  | Schwartz's: The Musical           | Centaur Theatre Company, Montréal live cast recording | Amber    |

### Animation long-métrage francophone
| Year | Title                            | Producteur                              | Rôle                   |
| ---- | -------------------------------- | --------------------------------------- | ---------------------- |
| 1995 | Pocahontas, une légende indienne | Walt Disney Records, version québécoise | Pocahontas (chanteuse) |

## Comédies et revues musicales francophones et anglophones
| Année       | Titre                                             | Théâtre                                           | Metteur en scène        | Rôle     |
| ----------- | ------------------------------------------------- | ------------------------------------------------- | ----------------------- | -------- |
| 1991        | Les Misérables                                    | Théâtre Saint-Denis, Montréal et tournée Winnipeg | Richard J. Alexander    | Éponine  |
| 1991 - 1992 | Les Misérables                                    | Théâtre Mogador, Paris                            | John Caird              | Éponine  |
| 1992 - 1993 | Les Misérables                                    | Palace Theatre, Londres                           | John Caird, Trevor Nunn | Éponine  |
| 1993        | Tycoon (Starmania en français)                    | Sydmonton Festival, Londres                       | Tim Rice, Luc Plamondon | Crystal  |
| 1994        | Napoleon                                          | The Elgin Theatre, Toronto                        | John Wood               | Clarice  |
| 1994        | Robert Marien: Broadway-Montréal (revue musicale) | chapiteau Saint-Sauveur (Québec) et tournée       | Robert Marien           | divers   |
| 1994        | Love Notes (revue musicale)                       | Centaur Theatre Company, Montréal                 | Lu Hanessian            | divers   |
| 1997        | La vie en bleu: comédie musicale                  | Théâtre Mogador, Paris et Monaco                  | Robert Hossein          | Germaine |
| 2009        | Napoleon                                          | Talk is Free Theatre, Barrie                      | Richard Ouzounian       | Therese  |
| 2011        | Schwartz's: The Musical,                          | Centaur Theatre Company, Montréal                 | Roy Surette             | Amber    |

## Longs métrages d'animation - chanteuse francophone
| Année | Titre                                            | Producteur                               | Rôle                              |
| ----- | ------------------------------------------------ | ---------------------------------------- | --------------------------------- |
| 1995  | Le caillou et le pingouin                        | Metro-Goldwyn-Mayer (MGM) (sortie vidéo) | Marina chant, voix québécoise     |
| 1995  | Pocahontas, une légende indienne                 | Walt Disney Pictures                     | Pocahontas chant, voix québécoise |
| 1998  | Pocahontas 2: À la découverte d'un monde nouveau | Disney (sortie vidéo)                    | Pocahontas chant, voix québécoise |

## Télévision

### Séries et téléfilm - comédienne
| Année       | Titre                               | Rôle                                    |
| ----------- | ----------------------------------- | --------------------------------------- |
| 2003        | Interlude                           | Izumi Marufuji (version anglaise, voix) |
| 2006        | Time Warp Trio                      | Sophie (voix)                           |
| 2007        | Booky & the Secret Santa (téléfilm) | Caroler #1                              |
| 2010        | The Dating Guy                      | Shoji (voix)                            |
| 2006 - 2012 | Postcards from Buster               | Mora (voix) - 15 épisodes               |

### Séries d'animation - chanteuse et voix
| Année       | Titre                 | Commentaire             |
| ----------- | --------------------- | ----------------------- |
| 2003 - 2005 | JoJo's Circus         | voix - 8 épisodes       |
| 2006 - 2012 | Postcards from Buster | chanteuse - 15 épisodes |